# Bert Leboe
Pour les articles homonymes, voir Leboe.
Bert Raymond Leboe (13 août 1909-1er décembre 1980) est un bûcheron et un homme politique canadien de la Colombie-Britannique. Il est député fédéral créditiste de la circonscription britanno-colombienne de Cariboo de 1953 à 1958 et de 1962 à 1968.

## Biographie
Né à Bawlf en Alberta, Henderson exerce le métier de bûcheron et devient directeur de la Leboe Brothers Sawmills Ltd.
Élu en 1953 et réélu en 1957, il est défait en 1958. Il reprend son poste en 1962. Réélu en 1963 et en 1965, il se présente sans succès dans la nouvelle circonscription de Prince George—Peace River en 1968.